# Rosa Rius Gatell
Rosa Rius Gatell és professora del Departament d'Història de la Filosofia, Estètica i Filosofia de la Cultura de la Universitat de Barcelona especialitzada en la filosofia del renaixement i el pensament de les dones en diferents períodes de la història, en particular, dels segles XII-XVI i del segle xx.
Entre les seves publicacions cal destacar Il Principe de Maquiavel. Primera traducció castellana basada en un manuscrit inèdit, amb Montserrat Casas (2010), així com la introducció a la Historia de las mujeres filósofas de Gilles Ménage (2009), l'edició, traducció i introducció del De la Ilíada de Rachel Bespaloff (2012) Va participar en obres col·lectives, com ara l'antologia Lectoras de Simone Weil amb Fina Birulés.